# Велике коротке життя
«Велике коротке життя» — радянський художній фільм 1981 року, знятий режисером Юлдашем Агзамовим на кіностудії «Узбекфільм».

## Сюжет
Фільм про життя Юлдаша Ахунбабаєва, одного з перших керівників Узбекистану. Картина охоплює період з кінця 1930-х до початку Великої Вітчизняної війни.

## У ролях
- Максуд Мансуров — Юлдаш Ахунбабаєв
- Юрій Дедович — Тартаковський
- Олександр Тітов — М. І. Калінін
- Рашид Садиков — Усман Юсупов
- Дмитро Толстой — письменник Олексій Толстой
- Анатолій Барчук — Федотов
- Шухрат Іргашев — Мірза Карімбай
- Обіджан Юнусов — Батир
- Віктор Рождественський — Нестеренко
- Віктор Маркін — епізод
- Джавлон Хамраєв — епізод
- Яхйо Файзуллаєв — епізод
- А. Юсупов — епізод
- Саїдкаміль Умаров — епізод
- Джамал Хашимов — епізод

## Знімальна група
- Режисер — Юлдаш Агзамов
- Сценаристи — Михайло Мелкумов, Каміл Ярматов
- Оператори — Ергаш Агзамов, Мирон Пенсон
- Композитор — Ікрам Акбаров
- Художник — Бахтійор Назаров